# John Grogan
John Grogan, född 1957, är författare till boken Marley och jag (Marley & Me, svensk översättning av Marianne Mattsson). Boken handlar om hans hund Marleys liv, från liten galen valp, till 45-kilos galen hund. Marley och jag blev en stor bestseller i England, och även i andra länder.